# Vertrauen
Vertrauen bezeichnet  eine bestimmte Art von subjektiver, auch emotional gefärbter, Überzeugung, nach der man sein Verhalten einrichtet. 
Das Vertrauen auf eine andere Person beinhaltet Überzeugungen über ihre Redlichkeit und ihre zukünftigen Handlungsweisen: Man erwartet, dass diese Person einem hilfreich sein oder jedenfalls nicht schaden werde. Vertrauen bringt daher Kooperation hervor. Hierbei macht der Vertrauende Aspekte seines eigenen Wohlergehens und seiner Sicherheit vom Verhalten des Kooperationspartners abhängig, geht mit seinem Vertrauen also auch ein Risiko ein. Das Gegenteil des Vertrauens ist das Misstrauen; es beinhaltet wesentlich, dass man gegenüber anderen Personen, weil man sie negativ bewertet, Vorsichtsmaßnahmen ergreift, um Schädigung durch sie auszuschließen. Mindestens trifft man eigene Vorkehrungen, um sich zu sichern, und lässt das eigene Wohlergehen nicht vom Verhalten des anderen abhängen. Misstrauen reduziert daher das Ausmaß von Kooperation. Vertrauen und Misstrauen haben gemeinsam, dass Erwartungen und Bewertungen in Bezug auf andere Menschen bestehen, nicht etwa Gleichgültigkeit.
Entsprechend gibt es auch das Vertrauen auf einen Inhalt, auf eine Aussage: Es beinhaltet die Überzeugung, dass darin keine Täuschung oder Unwahrheit liegt und dass man sein Handeln schadlos danach ausrichten kann. Ein weiterer Sonderfall ist der Begriff des Selbstvertrauens: Hierbei erstreckt sich Vertrauen auch auf Überzeugungen über die eigenen Fähigkeiten, wünschenswerte Ziele zu verwirklichen (als ein Aspekt des Selbstwertgefühls).
Neben einem psychologisch-persönlichkeitstheoretischen Ansatz, der die Quelle des Vertrauens in sozialisationsbedingten oder kulturell vermittelten Persönlichkeitsstrukturen sucht, gibt es ökonomische, soziologische, politologische und sozialpsychologische Theorien (transaktionsanalytische Modelle), die versuchen, die Entstehung von Vertrauen in institutionellen Zusammenhängen (z. B. in Organisationen) bzw. in interpersonalen Beziehungen zu erklären.

## Wortherkunft und Begriffsgeschichte
Vertrauen ist als Wort seit dem 16. Jahrhundert bekannt (althochdeutsch: „fertruen“, mittelhochdeutsch: „vertruwen“) und geht auf das gotische trauan zurück. Das Wort „trauen“ gehört zu der Wortgruppe um „treu“ = „stark“, „fest“, „dick“. Im Griechischen steht dafür „πίστις“ (pistis) („Glaube“), im Lateinischen „fiducia“ (Selbstvertrauen) oder „fides“ (Treue). So steht im antiken und mittelalterlichen Gebrauch Vertrauen im Spannungsfeld von Treue und Glauben (z. B. bei Demokrit, der fordert, nicht allen, sondern nur den Bewährten zu vertrauen). Für Thomas von Aquin ist Vertrauen durch Erfahrung bekräftigte Hoffnung auf Erfüllung von erwarteten Zuständen unter der Prämisse des Vertrauens auf Gott. Seit Beginn der Neuzeit – etwa mit Thomas Hobbes einsetzend – ist Vertrauen immer stärker ein Zutrauen in die eigenen Fähigkeiten (Selbstvertrauen).

## Charakteristik
Vertrauen ist ein Phänomen, das in unsicheren Situationen oder bei risikohaftem Ausgang einer Handlung auftritt: Wer sich einer Sache sicher sein kann, muss nicht vertrauen. Vertrauen ist aber auch mehr als nur Glaube oder Hoffnung, es benötigt immer eine Grundlage, die sog. „Vertrauensgrundlage“. Dies können gemachte Erfahrungen sein, aber auch das Vertrauen einer Person, der man selbst vertraut, oder institutionelle Mechanismen. Vertrauen ist teilweise übertragbar.
Jemandem sein ganzes Vertrauen zu schenken, kann sehr aufregend sein, beispielsweise das Vertrauen, das ein Kind dem Vater schenkt, wenn es von oben herab in die ausgebreiteten Arme springt. Dies gilt sowohl für den Vater als auch für das Kind. Die Geschichte wird oft im übertragenen Sinn erzählt – als Gottvertrauen.

## Vertrauensdimensionen
„Vertrauen ist der Wille, sich verletzlich zu zeigen.“
Dieser einfache Satz umfasst mehrere Vertrauensdimensionen:
1. Vertrauen entsteht in Situationen, in denen der Vertrauende (der Vertrauensgeber) mehr verlieren als gewinnen kann – er riskiert einen Schaden bzw. eine Verletzung.
2. Vertrauen manifestiert sich in Handlungen, die die eigene Verletzlichkeit erhöhen. Man liefert sich dem Vertrauensnehmer aus und setzt zum Vertrauenssprung an.
3. Der Grund, warum man sich ausliefert, ist die positive Erwartung, dass der Vertrauensnehmer die Situation nicht zum Schaden des Vertrauensgebers verwendet.

## Grundlagen der Vertrauensbeziehung
Aus psychologischer Sicht bezeichnet der Begriff Vertrauen eine wichtige Dimension der Identitätsbildung. Vertrauen als Konglomerat von Gefühl und den assoziativ zugrundeliegenden Erfahrungen, kann sich in frühen Kindheitserfahrungen im Kontakt mit wichtigen Bezugspersonen (das Grundvertrauen/Urvertrauen) bilden.
Je nach Dauer und Intensität einer Beziehung und je nach Informationsgrundlage bezieht sich das Vertrauen:
- auf die Situation – es entsteht situationsbasiertes Vertrauen,
- auf die wahrgenommene Vertrauenswürdigkeit des Vertrauensnehmers – es entsteht eigenschaftsbasiertes Vertrauen,
- auf gemeinsam geteilte Normen und Werte von Vertrauensgeber und Vertrauensnehmer – es entsteht identifikationsbasiertes Vertrauen

Vertrauensbeziehungen basieren oft auf Gegenseitigkeit. Identifikationsbasiertes Vertrauen basiert auf gemeinsamen Erfahrungen und früheren Handlungen sowie auf gegenseitigem Verstehen. In Partnerschaften gedeiht gegenseitiges Vertrauen umso stärker, je feinfühliger die Partner wechselseitig auf die Gefühle und Bedürfnisse des jeweils anderen eingehen.

### Situationsbasiertes Vertrauen
In rationalistisch-entscheidungsorientierter Betrachtungsweise bestehen folgende Voraussetzungen dafür, dass ein situationsbasiertes Vertrauen entstehen kann:
- Der Wert der zukünftigen Kooperation muss den Wert einer sofortigen Nicht-Kooperation übersteigen.
- Eine mögliche Nicht-Kooperation muss beobachtbar sein und entdeckt werden können.
- Der Vertrauensgeber muss willens und fähig sein, den Nicht-Kooperateur zu bestrafen.

Vertrauen kann man vergrößern, indem man Informationen gibt oder gewinnt (vertrauensbildende Maßnahmen). Auf längere Sicht gewinnen Strategien, die auf Vertrauen basieren und zu Kooperation führen, oft mehr als Strategien, die auf Misstrauen beruhen. Situationsbasiertes Vertrauen ist oft kein „echtes Vertrauen“, und zwar, wenn Verletzlichkeit nicht gegeben ist. Aber es ist eine Grundlage für die folgenden „echten Formen“ von Vertrauen.

### Eigenschaftsbasiertes Vertrauen
Drei Erwartungen gegenüber den persönlichen Eigenschaften, die der Kooperationspartner aufweisen soll, sind Grundlage eines Vertrauensvorschusses, den man ihm gibt:
- Kompetenzerwartung, also die Erwartung, dass der Kooperationspartner in seiner Domäne kompetent ist.
- Integritätserwartung, also die Erwartung, dass er keine verdeckten, für seine Partner gefährlichen Strategien betreibt.
- Benevolenzerwartung, wobei Benevolenz eine optimistisch-offene (wörtl. wohlwollende) Haltung gegenüber anderen Menschen und Beziehungen meint, die nicht durch besondere Handlungen, sondern durch guten Willen und allgemeine Geneigtheit gekennzeichnet ist. Benevolenz gilt auch in der ökonomischen Theorie als eine Grundvoraussetzung für Austausch und Handel und ist nicht zu verwechseln mit Altruismus.[9]

### Identifikationsbasiertes Vertrauen
Identifikationsbasiertes Vertrauen beruht in sozialpsychologischer Betrachtung auf vier Komponenten:
- Voraussetzungen: enge Zusammenarbeit, Offenheit und regelmäßige Kommunikation
- Identifikation mit den Werten, Zielen und Bedürfnissen des Partners
- Gemeinschaft zwischen den Vertrauenden
- Gegenseitige Sympathie und die Entwicklung einer emotionalen Bindung

## Vertrauen in der Soziologie

### Vertrauen als mittlerer Zustand zwischen Wissen und Nichtwissen
Georg Simmel unterscheidet den „mystischen“ Glauben des Menschen an den Menschen von der sozialen Form des Vertrauens. Bei dieser handelt es sich um einen mittleren Zustand zwischen Wissen und Nichtwissen, also um eine „Hypothese künftigen Verhaltens“. Diese muss sicher genug sein, um „praktisches Handeln darauf zu gründen.“ Allerdings gibt es keinen eindeutigen Zusammenhang zwischen dem Grade des Wissens bzw. Nichtwissens und der damit verbundenen Form oder Intensität des Vertrauens; denn sowohl bei sehr geringem Wissen als auch bei genauem Wissen kann sich sowohl großes Vertrauen als auch Misstrauen in eine andere Person oder eine Gruppe herausbilden. In der rationalisierten „Zweckvereinigung“, etwa im Rahmen geldwirtschaftlicher Beziehungen oder – modern gesprochen – ganz allgemein im Kontext klar definierter Rollensysteme, wissen die Akteure über ihre Partner meist nur „das, was zu wissen über die zu knüpfende Beziehung erforderlich ist“. Damit entdeckt Simmel die sozialkonstitutive Funktion des Nichtwissens für moderne Gesellschaften: Je differenzierter eine Gesellschaft, desto geringer die Chance auf identifikationsbasiertes Vertrauen und desto größer das Nichtwissen über die andere Akteure, ohne welches aber situationsbasiertes Vertrauen gar nicht möglich wäre, ohne das wiederum objektivierte Sozialbeziehungen kaum funktionieren würden.

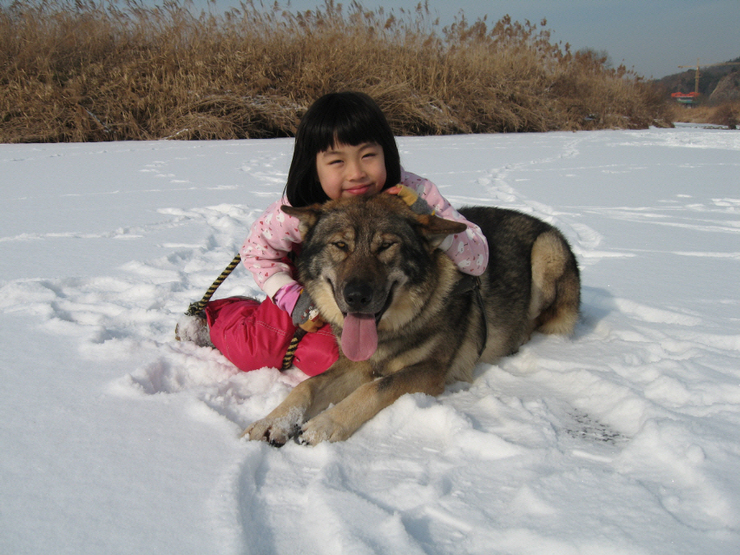
Vertrauen in soziale Bindungen

### Vertrauen als Mechanismus der Reduktion von Komplexität
Für Niklas Luhmann ist Grundlage des Vertrauens (d. h. letztlich des Zutrauens zu den eigenen Erwartungen) die „Gegenwart als dauerndes Kontinuum …, als Gesamtheit der Bestände, an denen Ereignisse sich ereignen können“. Dieses Vertrauen hat im Zusammenhang der sozialen Interaktionen die Funktion, die Komplexität der Möglichkeiten auf ein Maß zu reduzieren, das den einzelnen in seiner Umwelt handlungsfähig bleiben lässt.

### Swift Trust
Eine besondere Form situationsbasierten Vertrauens ist sowohl in soziologisch-institutioneller als auch in sozialpsychologisch-beziehungsorientierter Perspektive interessant: das sog. Swift Trust (rasches, flüchtiges Vertrauen), das sich einstellt bzw. einstellen muss, wenn eine heterogen zusammengesetzte temporäre Arbeitsgruppe sofort mit der Arbeit beginnen soll, ohne dass Zeit für vorherige Vertrauensbildung besteht. Ein Beispiel ist das Filmproduktionsteam, in denen sich die Akteure vorher kaum kennen und selbst ihre eigenen Aufgaben noch nicht vollständig überschauen können. Sie müssen sich vom ersten Tag an fast blind vertrauen. Ähnliche Prozesse sind für viele ad hoc gebildete virtuelle Teams kennzeichnend.
Voraussetzungen für die Entstehung von Swift Trust sind u. a.
- gleichartig ausgerichtete Aktivitäten durch gemeinsame Belohnung im Falle des Erfolgs oder gemeinsame Strafe im Scheiternsfall (z. B. die Möglichkeit, durch den Film Ruhm zu ernten oder sich zu blamieren)
- das Gefühl starker wechselseitiger Abhängigkeit (man denke an den Stuntman bei einer Filmproduktion und die ihn sichernden Teammitglieder)
- knappe Zeit (zu viel Zeit verführt dazu, egoistische oder unproduktive Aktivitäten durchzuführen)
- ausreichende materielle Ressourcen, um Ressourcenkonflikte zu vermeiden
- Fokussierung der Professionalität, nicht der Person der beteiligten Akteure
- strikte Aufgaben- und Prozessorientierung, Absehen von persönlichen Problemen und Verzicht auf persönliche Kritik
- und vor allem ein Trust Broker (Vertrauensbroker) mit transparentem Handeln, der die Teammitglieder ernennt und entlässt und für die Professionalität eines jeden einzelnen verantwortlich ist.

Aus diesen Erkenntnissen können wiederum Schlussfolgerungen für eine effektive (Re-)Organisation der im Allgemeinen zeitraubenden und teuren Vertrauensbildungsprozesse im Arbeitsalltag gezogen werden.

### Vertrauen und Kontrolle
Vertrauen und Kontrolle sind zwei gleichberechtigte Komponenten der Zusammenarbeit. Vertrauen ist für die Verhaltensweisen vorteilhaft, die nicht beobachtbar sind (z. B. Einhaltung von Pausen). Je nach Aufgabenkomplexität und je nach Organisationsstruktur sind Vertrauens- und Kontrollspanne unterschiedlich. Ist Vertrauen vorhanden, besteht eine geringe Notwendigkeit für Kontrolle, Vertrauensverluste dagegen verstärken die Notwendigkeit von Kontrolle. Für die Entfaltung von Kreativität, Innovation und Flexibilität sind eher größere Handlungsspielräume und dadurch Vertrauen erforderlich.

## Vertrauen in den Wirtschaftswissenschaften
In den Wirtschaftswissenschaften wird Vertrauen im Kontext der Entscheidungstheorie, der Spieltheorie sowie durch die Organisationspsychologie untersucht, wobei hierfür häufig das sogenannte Vertrauensspiel (samt verschiedener Modifikationen und Erweiterungen dieses Spiels) herangezogen wird. Grundsätzlich gibt es in diesem Spiel zwei Akteure: die vertrauensgebende und die vertrauensnehmende Person. Die vertrauensgebende Person erhält einen bestimmten Geldbetrag (z. B. 5 Euro). Sie kann nun entscheiden: will sie die 5 Euro behalten oder mit einer fremden Person teilen. Die fremde Person ist die vertrauensnehmende Partei und das Geld, das mit ihr geteilt wird, ist ein Maß für das entgegengebrachte Vertrauen. Aber warum sollte die Person überhaupt Geld teilen? Wenn die vertrauensgebende Person die 5 Euro teilt, dann wird der geteilte Betrag multipliziert (z. B. verdreifacht). Wenn die Person z. B. 3 Euro weggibt, hat die vertrauensnehmende Person dann 9 Euro zur Verfügung. Sie kann dann wiederum entscheiden, ob sie die 9 Euro komplett behält oder das Geld mit der anderen Person wieder teilt. Die vertrauensgebende Person geht also ein Risiko ein, wenn sie zu Beginn etwas von den 5 Euro abgibt, denn sie weiß nicht, ob sie überhaupt wieder etwas zurückbekommt. Sie weiß nicht, wie die andere Person sich später verhalten wird. Diese Spielregeln werden am Anfang erklärt. Dann wird beobachtet, wie viel Geld die vertrauensgebende Person weggibt. Die Menge an Geld soll das Vertrauen anzeigen. Dieses Spiel nutzen unterschiedliche Forschungsgebiete für bestimmte Fragen.
- Auf Ebene der Entscheidungstheorie steht die Frage im Vordergrund, welche (1) Einflussfaktoren der Entscheidungssituation (z. B. Grad des Interessenskonfliktes, symmetrischer oder asymmetrischer Informationsstand) und (2) welche Persönlichkeitsfaktoren seitens des Vertrauensgebers (z. B. soziale Risikobereitschaft, kognitive Dissonanz etc.) vertrauensvolles Verhalten begründen können.[18]
- Bei spieltheoretischen Analysen steht die Interaktion mit dem Empfänger des Vertrauens im Vordergrund. Im Kontext des Vertrauensspiels ist sowohl die Bereitschaft (= Wahrscheinlichkeit für vertrauensvolle Entscheidung) als auch die Intensität (= Höhe des riskierten Vorschusses) umso höher, je (1) niedriger der Interessenkonflikt zwischen Vertrauensgeber (VG) und Vertrauensnehmer (VN) ausgeprägt ist; (2) intensiver der Informationsfluss zwischen VG und VN ausgeprägt ist; (3) reibungsloser die Kommunikation zwischen VG und VN erfolgt; (4) häufiger VG und VN miteinander in Interaktion treten (wiederholtes Spiel); (5) stärker das moralische Commitment (z. B. Orientierung an sozialen Normen) bei beiden ausgeprägt ist.[19]

## Vertrauen in anderen Disziplinen
- In der Entwicklungspsychologie spricht man vom Urvertrauen.
- Die Psychiatrie kennt Pathologien, die u. a. durch eine Unfähigkeit zu Vertrauen und Intimität gekennzeichnet sind, wie z. B. die narzisstische Persönlichkeitsstörung.
- In der Organisationstheorie ist Vertrauen ein Mechanismus, der Kontrollkosten und andere Transaktionskosten senkt.[20] Dadurch werden auch kognitive Anstrengungen gespart und Ressourcen freigesetzt. Unter anderem schafft Vertrauen intime Beziehungen, vereinfacht Austausch von Informationen und die Entscheidungsfindung, erleichtert offene Kommunikation und dient der Wertschöpfung.[21]
- In der Politikwissenschaft ist vor allem das als Institutionenvertrauen bezeichnete Vertrauen der Bevölkerung in die Fähigkeit von Institutionen, Kontrolle über Ressourcen, Handlungen und Ereignisse im Sinne der Bevölkerung auszuüben, wichtig. Eine Tyrannis – so Aristoteles – hat nur unter Wahrung des Misstrauens zwischen den Einwohnern Bestand. Für Fichte ist der Staat auf allgemeines Misstrauen aufgebaut.[22]
- Die Friedensforschung begreift Vertrauen als notwendigen Faktor für die nachhaltige Überwindung des Sicherheitsdilemmas sowie für die Etablierung von langfristigen, diffus reziproken Kooperationsformen.[23]
- In der Verwaltungswissenschaft werden Möglichkeiten des Vertrauensauf- bzw. -ausbaus nach Ethikeklats und Korruptionsfällen diskutiert (Verwaltungsethik).
- Im (öffentlichen und privaten) Recht wird Vertrauen als schützenswertes Rechtsgut behandelt.[24]
- Oft können Verhandlungen zwischen Gegnern erfolgreicher geführt werden, wenn sie von einer Person des beiderseitigen Vertrauens moderiert werden (Mediation).

- In der Wahrscheinlichkeitstheorie und der Zuverlässigkeitstheorie spricht man vom Vertrauensbereich, wenn die Wahrscheinlichkeit, dass ein Ereignis in diesen Bereich fällt, größer ist als die Irrtumswahrscheinlichkeit.
- In der Biochemie wird das Hormon Oxytocin für die Vertrauensbildung verantwortlich gemacht.
- In der Informatik wird Vertrauen u. a. im Kontext von Mensch-Maschine-Systemen als Faktor für Annahme und Nutzung einer Technologie betrachtet.[25]

## Spiritualität
In vielen Religionen existiert das Konzept des Vertrauens in einen Gott, in die Vorsehung (z. B. im Islam), in personifizierte (Fortuna, gute Fee – vgl. lateinisch fatua) oder unpersönliche höhere Mächte (Schicksal).